# Zeta1 Antliae
Zeta1 Antliae (ζ1 Antliae, förkortat Zeta1 Ant, ζ1 Ant), som är stjärnans Bayer-beteckning, är en dubbelstjärna i den västra delen av stjärnbilden Luftpumpen. Den har en kombinerad skenbar magnitud på +5,76 och är svagt synlig för blotta ögat där ljusföroreningar ej förekommer. Baserat på parallaxmätningar i Hipparcos-uppdraget på 8,0 mas beräknas den befinna sig på ca 410 ljusårs (120 parsek) avstånd från solen.

## Egenskaper
Primärstjärnan Zeta1 Antliae A är en blå till vit stjärna av spektralklass A0 V. Den har en radie som är ca 3,3 gånger större än solens och utsänder ca 67 gånger mera energi än solen från dess fotosfär vid en effektiv temperatur på ca 9 000 K.
De båda stjärnorna i Zeta1 Antliae har en skenbar magnitud av +6,20 respektive +7,01 och är separerade med 8,042 bågsekunder.